# Frank Robbins Chapman
Frank Robbins Chapman, JR, född 28 oktober 1923 i Detroit, död 1 februari 2008 i Bangor, Maine, var en amerikansk arkitekt.
Chapman, som var son till arkitekt Frank Robbins Chapman och Lou Blackwood, blev Bachelor of Arts 1947, Bachelor of Architecture 1949 och Master of City Planning vid Yale University 1954. Han var anställd hos Louis Kahn i USA 1949–1950, hos Eero Saarinen 1950–1951 och 1953, hos Oscar Niemeyer i Brasilien 1951–1952, hos Wilhelm Lauritzen i Danmark 1956–1957, på Lund & Valentin arkitektkontor AB i Göteborg 1958–1959, bedrev egen arkitektverksamhet i USA 1960–1961 och var delägare i arkitektfirman Chapman, Gravers och Lindberg i Göteborg från 1963. Han tjänstgjorde för Förenta nationerna i Saudiarabien 1975–1981.